# Rawelin

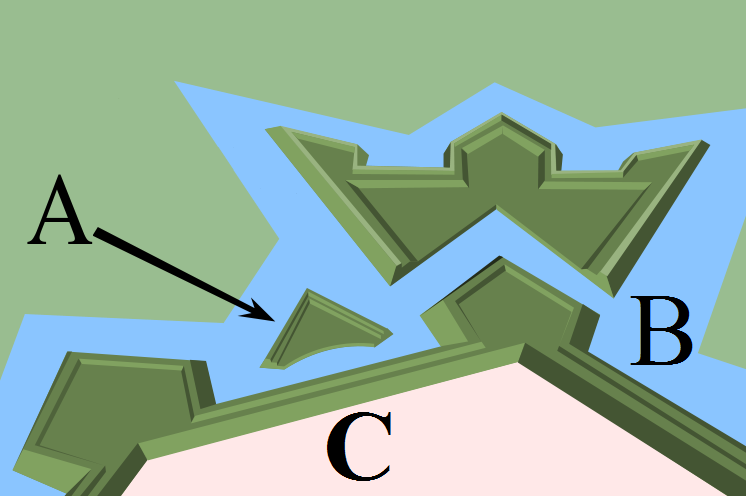
Obwód obronny o narysie bastionowym: rawelin (A), fosa (B) i kurtyna (C)

Rawelin (z łac. ravelere – oddzielać), dwuramiennik – ziemne lub murowane dzieło fortyfikacyjne na planie trójkąta wznoszone przed linią obronną twierdzy o narysie bastionowym (dla osłony kurtyn oraz wsparcia bastionów) lub poligonalnym (dla osłony komunikacji pomiędzy poszczególnymi elementami fortyfikacji lub zamaskowania rozmieszczenia kojców). Rawelin był umieszczany w fosie twierdzy.
Rawelin zastąpił wcześniejsze dzieło fortyfikacyjne pod postacią półksiężyca o narysie półokrągłym. Jest dziełem odkrytym od tyłu i o dwóch czołach.
Nazwę dwuramiennik stosuje się także dla redanu. 